# 布勒伊 (多尔多涅省)
布勒伊（法語：Breuilh，法語發音：[bʁœj]）是法国多尔多涅省的一个旧市镇，位于该省中部，属于佩里格区。2017年1月1日，布勒伊和相邻的另外2个市镇合并成为新市镇萨尼亚克。

## 地理
布勒伊（45°3'25"N, 0°45'15"E）面积10.26 平方千米，位于法国新阿基坦大区多爾多涅省，该省份为法国西南部内陆省份，是法國本土面积第三大的省，大致对应佩里戈尔地区，北起顺时针与夏朗德省、上维埃纳省、科雷兹省、洛特省、洛特-加龙省、吉倫特省和滨海夏朗德省接壤。
与布勒伊接壤的市镇（或旧市镇、城区）包括：马尔萨内、埃格利斯讷沃-德韦尔。
布勒伊的时区为UTC+01:00、UTC+02:00（夏令时）。

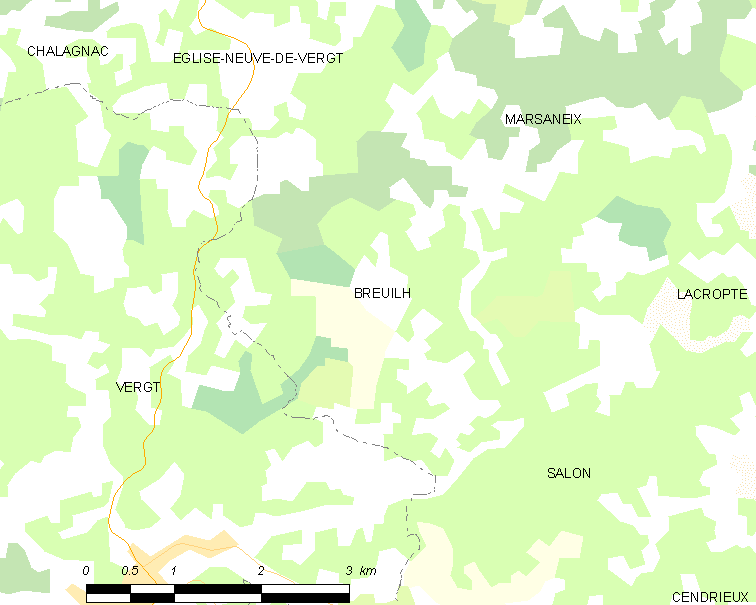
布勒伊的OSM定位图

## 行政
布勒伊的邮政编码为24380，INSEE市镇编码为24065。

## 政治
布勒伊所属的省级选区为中佩里戈尔县。

## 人口

1962-2008年间布勒伊人口变化图示

布勒伊于2018年1月1日时的人口数量为268人。